# Воканс
Вока́нс (фр. и окс. Vocance) — коммуна во Франции, находится в регионе Рона — Альпы. Департамент коммуны — Ардеш. Входит в состав кантона Южный Анноне. Округ коммуны — Турнон-сюр-Рон.
Код INSEE коммуны — 07347.
Коммуна расположена приблизительно в 440 км к югу от Парижа, в 70 км южнее Лиона, в 55 км к северу от Прива.

## Население
Население коммуны на 2008 год составляло 620 человек.
| 1962 | 1968 | 1975 | 1982 | 1990 | 1999 | 2008 |
| ---- | ---- | ---- | ---- | ---- | ---- | ---- |
| 803  | 823  | 814  | 699  | 661  | 619  | 620  |

## Администрация
| Период | Период | Фамилия     | Партия | Должность |
| ------ | ------ | ----------- | ------ | --------- |
| 2001   | 2008   | Жан Фанже   |        |           |
| 2008   |        | Дени Бланше |        |           |

## Экономика
В 2007 году среди 395 человек в трудоспособном возрасте (15—64 лет) 290 были экономически активными, 105 — неактивными (показатель активности — 73,4 %, в 1999 году было 70,8 %). Из 290 активных работали 266 человек (164 мужчины и 102 женщины), безработных было 24 (9 мужчин и 15 женщин). Среди 105 неактивных 27 человек были учениками или студентами, 40 — пенсионерами, 38 были неактивными по другим причинам.

## Фотогалерея

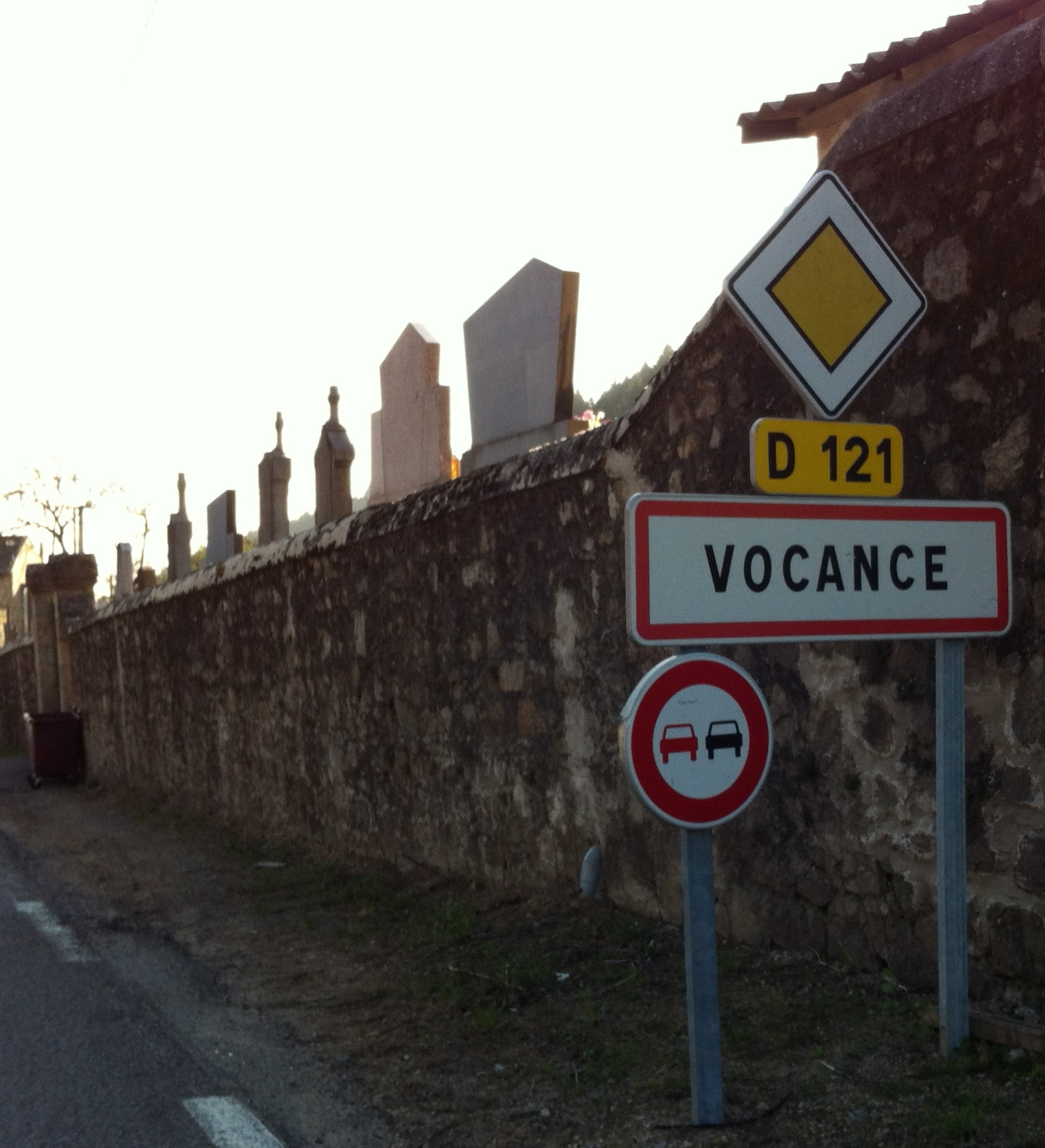
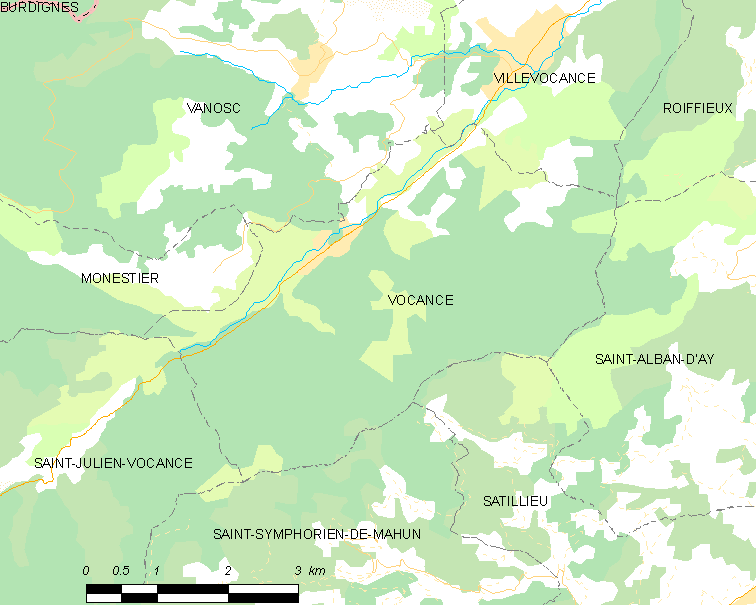
Карта коммуны